# Jean Grémillon
Jean Grémillon (francès: [gʁemijɔ̃]; Bayeux, Calvados, 3 d'octubre de 1901 – París, 25 de novembre de 1959) va ser un músic, compositor, director de cinema i autor francès. Grémillon és conegut per la seva obra única. Continua sent un dels directors més importants de la història del cinema francès, segons Bertrand Tavernier.

## Biografia
Procedent d'un entorn modest a la Baixa Normandia, a Cerisy-la-Forêt, el jove Grémillon ha d'imposar primer al seu pare, un empleat dels Chemins de fer de l'Ouest, el seu desig d'estudiar música. El 1920, va anar a París per fer cursos a la Schola Cantorum, en particular els de Vincent d'Indy. Es va incorporar a l'avantguarda musical i teatral dels anys 1920, i va descobrir el cinema com a concertista de piano, acompanyant pel·lícules mudes. Jean Grémillon accepta llavors encàrrecs de curtmetratges relacionats amb el món del treball.
Després de dirigir diversos documentals durant la dècada de 1920, molts ara perduts, Grémillon va tenir el seu primer èxit substancial amb el llargmetratge dramàtic Maldone el 1928 produïda per Charles Dullin. Durant el següent quart de segle, va dirigir vint llargmetratges més, dels quals és conegut sobretot per cinc fets entre 1937 i 1944: Gueule d'amour (1937), L'Étrange Monsieur Victor (1938), Remorques (1941), Lumière d'été (1943), i Le ciel est à vous (1944), totes menys la primera protagonitzada per Madeleine Renaud.
El 1944 es va adherir al Partit Comunista Francès.
Després de l'Alliberament, es va embarcar en diversos projectes cinematogràfics històrics amb objectius revolucionaris, en particular sobre la Comuna de París, la Guerra d'Espanya, però cap veurà la llum, a causa de l'abandonament dels projectes per part dels productors.
Després de quatre anys sense rodar, va dirigir Pattes blanches, que va confondre crítica i públic, després L'Étrange Madame X, diversos curtmetratges, i L'Amour d'une femme, amb Micheline Presle. Després d'uns quants documentals, inclòs un sobre el pintor André Masson, Jean Grémillon va morir prematurament als 58 anys, el mateix dia que Gérard Philipe.
A Jean Grémillon li agradava reflexionar sobre la seva feina a la seva casa familiar a Normandia, a Cerisy-la-Forêt. Està enterrat al cementiri de Saint-Sulpice-de-Favières (Essonne) amb la seva dona Christiane, que va morir el 1992.
Grémillon va rebutjar el que va denominar "naturalisme mecànic" a favor del "descobriment d'aquella subtilesa que l'ull humà no percep directament però que cal mostrar establint les harmonies, les relacions desconegudes, entre objectes i éssers; és una vivificant i inesgotable font d'imatges que impacten la nostra imaginació i encanten els nostres cors".

## Filmografia

### Curtmetratges
- 1923: Le Revêtement des routes
- 1923: Chartres
- 1924: L'Étirage des ampoules électriques
- 1924: Les Parfums
- 1924: Le Roulement à billes
- 1924: La Photogénie mécanique
- 1924: La Fabrication du fil
- 1924: La Fabrication du ciment artificiel
- 1924: La Bière
- 1924: Du fil à l'aiguille
- 1925: Les Aciéries de la marine et d'Homécourt
- 1925: L'Électrification de la ligne Paris-Vierzon
- 1925: L'Éducation professionnelle des conducteurs de tramway
- 1925: L'Auvergne
- 1925: La Naissance des cigognes
- 1926: La Vie des travailleurs italiens en France
- 1926: La Croisière de l'Atalante
- 1927: Gratuités
- 1928: Bobs
- 1932: Le Petit Babouin
- 1949: Les Charmes de l'existence (corealitzador : Pierre Kast)
- 1951: Le Choix le plus simple, curtmetratge d'Henri Aisner (veu)
- 1951: Les Désastres de la guerre de Pierre Kast (comentari i música)
- 1952: L'Encyclopédie filmée - segment Alchimie
- 1952: Astrologie ou le miroir de la vie
- 1955: La Maison aux images
- 1958: André Masson et les quatre éléments

### Migmetratges
- 1926: Un tour au large
- 1933: Gonzague ou l'accordeur
- 1945: Le 6 juin à l'aube

### Llargmetratges
- 1928: Maldone
- 1929: Gardiens de phare
- 1930: La Petite Lise
- 1931: Daïnah la métisse
- 1932: Pour un sou d'amour
- 1934: La Dolorosa
- 1935: Valse royale
- 1936: Les Pattes de mouches
- 1937: ¡Centinela, alerta!
- 1937: Gueule d'amour
- 1938: L'Étrange Monsieur Victor
- 1941: Remorques
- 1942: Lumière d'été
- 1943: Le ciel est à vous
- 1949: Pattes blanches
- 1951: L'Étrange Madame X
- 1953: L'Amour d'une femme

## Premis
- 1949: premi especial al Festival Internacional de Cinema de Locarno per Pattes blanches
- 1950: premi al curtmetratge internacional a la 11a Mostra Internacional de Cinema de Venècia per Les Charmes de l'existence